# Szabados Ambrus
Steiner-Szabados Ambrus (Sajószentpéter, 1913. május 31. – Miskolc, 1995. július 2.) magyar színész, a Miskolci Nemzeti Színház örökös tagja.

## Életpályája
A Színművészeti Akadémiát 1937-ben végezte el. 1937–1938 között Debrecenben egy évadot játszott. 1945–1982 között a Miskolci Nemzeti Színház tagja volt. 1948-ban a színház gazdasági igazgatójaként elindította a miskolci színház tájelőadásait.

## Fontosabb alakításai
- Gorkij: Éjjeli menedékhely (Gazda)
- Vörösmarty: Csongor és Tünde (Tudós)
- Katona: Bánk bán (Mikhál bán, Simon bán)
- Camus: A félreértés (Az öreg szolga)
- Gáli: Daliás idők (Malomtulajdonos)
- Madách: Az ember tragédiája (Első demagóg, Agg eretnek)